# Espuri Veturi Cras Cicurí (tribú)
Espuri Veturi Cras Cicurí (en llatí Spurius Veturius Crassus Cicurinus) va ser tribú amb potestat consolar l'any 417 aC.
Titus Livi l'anomena Espuri Rutili Cras, però sembla que és clarament un error, ja que Diodor de Sicília l'anomena Espuri Veturi i els Rutilis eren plebeus i mai van portar el cognomen Cras.